# British Union of Fascists
Pour les articles homonymes, voir BUF.

Drapeau de l'Union britannique des fascistes.

La British Union of Fascists (BUF, en français Union britannique des fascistes) était un parti politique britannique d'inspiration fasciste fondé en 1932 par Sir Oswald Mosley et interdit en 1940.
Fondé le 1er octobre 1932 à la suite d'une entrevue entre Oswald Mosley et Benito Mussolini, le parti se développe rapidement en se structurant autour d'un siège, d'un organe de presse et d'un service d'ordre militarisé (les Black Shirts, ou « Chemises noires »). En 1934, le mouvement compte 50 000 adhérents et une centaine de milliers de sympathisants, et atteint son apogée en 1939, lors du meeting d'Earl Court. Malgré des résultats non négligeables aux élections municipales de Londres de 1937, le parti devient impopulaire à la fin des années 1930, avant d'être définitivement interdit en 1940.

## Histoire

### La genèse du parti

#### Un contexte favorable à la montée de l'extrême droite
La fin de la Grande Guerre est marquée par une période de misère et de chômage, qui favorise le développement des idéologies autoritaires (communisme, fascisme…). C'est ce que Eric Hobsbawm a appelé « l’ère des idéologies », de la Grande Guerre à la chute du mur de Berlin.
Le Royaume-Uni n'est pas épargné, et au sortir de la guerre, la misère ouvrière est grande. Même si le taux de chômage est moins élevé qu'en Allemagne ou en Italie, et que la grève générale de 1926 ne prend pas l’ampleur de celles du continent, comme celles de 1920-1922 en Italie, les difficultés économiques tendent néanmoins à discréditer les deux partis majoritaires, en montrant l’échec des conservateurs comme des travaillistes. Cela permet à de nouvelles idéologies, notamment le fascisme, d'apparaître comme une alternative efficace. L'idéologie fasciste voit ainsi son audience augmenter, d'autant plus que la Grande Dépression de 1929 se traduit par l’augmentation de la pauvreté et des mouvements de protestation ouvriers[réf. nécessaire].
.
C'est portée par ce contexte agité, marqué par les difficultés économiques, que la British Union of Fascists est créée en 1932. Ainsi, lorsque Oswald Mosley, son fondateur, rédige en décembre 1930 le « Manifeste Mosley », ou Politique nationale face à l'urgence nationale, le Royaume-Uni compte déjà 2,5 millions de chômeurs. D'ailleurs, pour certains historiens, lors de la création du parti à l’automne 1932, les éléments qui permettent à Hitler d’arriver au pouvoir sont également réunis au Royaume-Uni : un chômage important, une période de dépression, une classe moyenne en difficulté à la recherche d'un « sauveur ». La création de la BUF est aussi une réponse à l'implantation du communisme en URSS et à son expansion en Europe et au sein de certaines élites politiques.

#### Le rôle de Mosley
Au cœur du mouvement fasciste britannique se trouve Sir Oswald Ernald Mosley, issu de l’aristocratie anglaise. Par son appartenance sociale, Mosley apparaît déjà comme un leader fasciste original. En effet, peu de leaders fascistes provenaient des classes supérieures. Mussolini et Hitler avaient, par exemple, des origines plus modestes. Pour les historiens, ses origines seraient un des facteurs explicatifs de son orientation vers le fascisme. Mosley est en effet le descendant d’une famille de riches propriétaires terriens, qui décline à partir du XIXe siècle, et dans laquelle la tradition féodale, l'ordre et l'obéissance sont très importants[réf. nécessaire].

Il développe d'ailleurs très tôt une forte admiration pour l’armée, cette « grande famille » du régiment où chacun « veillerait sur lui en toute circonstance ». Élève au sein de l'école militaire de Sandhurst, il est mobilisé dès le début de la guerre. Affecté à un régiment de cavalerie prestigieux, il rejoint le front et est traumatisé par la bataille d’Ypres, où on utilise pour la première fois le gaz moutarde. Il rentre en Angleterre en 1916, à la suite de plusieurs blessures. La guerre provoque chez Mosley une véritable fascination pour l'Allemagne et ses soldats, « leur ordre, leur dignité et leur motivation ». Tout au long de sa carrière politique, Mosley entretient d'ailleurs des liens étroits avec les Allemands, de même que son épouse, Diana, qui fréquente alors de hauts dirigeants allemands, dont Hitler.
Après la guerre, Mosley entre en politique, en obtenant notamment un poste au sein du ministère des Affaires étrangères. Il acquiert rapidement une image de séducteur et fréquente la haute société britannique, ce qui lui permet d'accélérer sa carrière politique. Reconnu comme un brillant orateur, il pouvait « écorcher vif tout rival inadéquat lors des débats ».
En 1918, il entre au Parlement comme député de Harrow aux côtés des Unionistes, mais il soutient aussi la coalition du libéral Lloyd George. Il se distingue déjà au sein de son parti en souhaitant représenter davantage les anciens combattants, et en développant un programme important en faveur des classes ouvrières, composé notamment de mesures protectionnistes (hausse des salaires, réduction du temps de travail, plein emploi, destruction des taudis…) et d'une interdiction de l'immigration des « étrangers indésirables ». Il entre finalement en opposition directe avec le gouvernement de Lloyd George à partir de 1919, notamment en raison de la question irlandaise : le comportement brutal des troupes britanniques (viols, torture, meurtres, corruption…) à l'égard des populations irlandaises entre en contradiction avec ses valeurs aristocratiques et militaires, et choque éminemment Mosley. Il quitte donc le parti conservateur au début des années 1920.
Mosley rejoint alors le parti travailliste en mars 1924. En 1930, il réalise un mémorandum, mais ses idées sont rejetées en mai 1930, perçues comme trop proches de la dictature. En décembre 1930, il rédige le « Manifeste Mosley » (ou « Politique nationale face à l'urgence nationale »), qui l’amène à créer en mars 1931 le New Party. Il est alors exclu du parti travailliste pour « trahison flagrante ». Fondé avec des socialistes en désaccord avec le gouvernement MacDonald (gouvernement de coalition entre conservateurs et libéraux élu en 1931), le New Party se présente comme une alternative au communisme. Mais il subit un échec cuisant, illustré par la lourde défaite aux élections en automne 1931. Dès 1932, Mosley se tourne alors vers une nouvelle forme politique originale : le fascisme.
La British Union of Fascists est créée cette même année. Le voyage de Mosley en Italie et sa rencontre avec Mussolini ont très probablement influencé sa décision, puisqu’il la fonde à son retour. D'ailleurs, la BUF ressemble beaucoup plus au modèle italien qu'allemand. Ainsi, en 1932, BUF et PNF ne considèrent pas l’antisémitisme comme un point essentiel de leur doctrine. Enthousiasmé par le succès du fascisme en Italie, où il a notamment visité des usines modèles, des routes reconstruites, Mosley voit le fascisme comme le moyen de mettre en place son programme de lutte contre la crise économique et la pauvreté au Royaume-Uni.

### L'organisation du parti

#### Textes fondateurs et idéologie
Oswald Mosley théorise la ligne du parti dans deux textes fondateurs : le Mosley Manifest de 1931, et un livre, The Greater Britain, publié en 1932.
Le Mosley Manifest, rédigé avant même la création de la BUF, est surtout constitué des mesures que Mosley souhaiterait voir appliquer par le gouvernement travailliste en place. Il y préconise ainsi la formation d'un « super-gouvernement » composé de cinq ministres ne disposant d'aucun portefeuille, mais détenant les pleins pouvoirs. Grâce à ce pouvoir accru, les gouvernants pourraient ainsi s'attaquer à la crise économique en véritable « dictateurs ».
The Greater Britain a quant à lui été publié peu après la création du parti, en 1932. Son contenu constitue donc plus une véritable théorisation de la ligne du parti. Parmi les idées majeures qui y sont développées on y trouve notamment :
- l'autarcie impériale[30] : le Royaume-Uni, avec le soutien des colonies constituant son Empire, doit être en mesure de subvenir à ses besoins ; cette situation d'indépendance devrait notamment limiter à l'avenir les risques de crise économique, comme celle observée en 1929 ;
- la priorité donnée aux investissements nationaux[31], afin que l'effort des citoyens britanniques frappés par la crise soit reconnu à sa juste valeur ;
- le remplacement des élites politiques, qualifiées de « old gang »[32], incapables de résoudre la crise, par un État corporatiste[33] et autoritaire.

À ces thèmes spécifiquement économiques viennent par la suite s'ajouter l'anticommunisme et le racisme antisémite.

#### Composition du parti
Dès 1930, Mosley commence à rassembler des membres de la classe politique et des élites économiques. La BUF séduit ainsi des députés insatisfaits, par exemple Bob Boothby et Harold Macmillan, tous deux Conservateurs, Lord Beaverbrook, ou encore Lord Rothermere. Ce dernier, propriétaire du Daily Mail, y publie d'ailleurs en janvier 1934 un article très favorable à la BUF, « Hurrah to Black Shirts ! ». Le « Manifeste Mosley » est par ailleurs signé par dix-sept députés travaillistes, dont cinq quittent le parti travailliste en février 1931 (par exemple Oliver Baldwin, fils du leader conservateur). Mosley obtient également le soutien de banquiers londoniens et de financiers, par exemple Sir William Morris, constructeur automobile, qui fait à la BUF un don de 50 000 livres.
Comme la majorité des partis fascistes, la BUF est surtout constituée de membres de la petite bourgeoisie, de jeunes, d'ouvriers souvent au chômage, mais également de beaucoup de marginaux, « sous-prolétaires » de l'East End londonien, en quête d'un peu d'argent et de violence « légale ». L'audience de la BUF ne dépasse pas les limites de la capitale et ne compte que peu d'adhérents dans les zones pauvres du nord du pays.
Pour beaucoup, rejoindre la BUF est une façon de s'opposer à la politique de Stanley Baldwin (Premier ministre conservateur de 1935 à 1937), accusé d'être trop indulgent avec les partis de gauche, et surtout avec les communistes.
La BUF reçoit également des soutiens financiers de l’étranger : Mussolini lui aurait notamment versé 100 000 livres.
Trois anciennes suffragettes de la Women's Social and Political Union ont rejoint le parti (Mary Sophia Allen, Norah Elam et Mary Richardson), présence féminine au premier abord étonnante, dont l'historienne Julie Gottlieb a tiré le livre Feminine Fascism, Women in Britain’s Fascist Movement (2000).

#### Structure et activités du parti
La BUF est un parti extrêmement hiérarchisé, suivant une division en régions, branches, groupes et sous-groupes, la discipline étant assurée par le contrôle d'« inspecteurs nationaux ». Le pouvoir est centralisé au sein de la Political Organization situé au quartier général, la Black House de Chelsea, où se retrouvent Mosley et les autres hauts dignitaires du parti, notamment les rédacteurs des organes de presse (Blackshirt, Action) et les leaders des Black Shirts (ou Chemises noires). Ce groupe armé, dont un certain nombre de membres est rémunéré par le parti, constitue la véritable élite activiste de la BUF. Il mène des actions violentes, notamment en affrontant directement les groupes communistes et socialistes de la capitale, ou en s'attaquant aux magasins tenus par des Juifs, à partir de 1934. Si le gouvernement ne réagit pas face à ces violences, les Black Shirts rencontrent néanmoins une vive résistance de la part de la population londonienne. Les Black Shirts assurent également le service d'ordre lors des meetings, très nombreux, de Mosley. Ils sont une véritable vitrine pour la BUF. Très ritualisés, comme ceux du Royal Albert Hall ou du théâtre Olympia (1933), ils sont marqués par le culte du chef et l'organisation de défilés en uniforme militaire, avec bannières déployées, salut romain, chants et slogans scandés.

### Le déclin du parti

#### Les excès du parti
À partir de 1934, la BUF se trouve fragilisée par une division entre ses membres. Une rivalité apparaît entre la ligne radicale des « fascistes doctrinaires », représentée par William Joyce, John Beckett, A. K. Chesterton et Alexander Raven Thomson, et la ligne plus modérée du groupe « organisationnel » mené par Fuller et Box, le président du bureau politique du parti. L'opposition se fait surtout sur la dureté des positions du parti, les « fascistes doctrinaires » défendant une ligne dure centrée sur l'antisémitisme, tandis que les « organisationnels » préféraient réduire démagogie, violence et racisme, pour recruter des sympathisants plus respectables et s'insérer dans un processus électoral.
Mais le déclin du parti est surtout dû à la défiance de ses membres. Au fur et à mesure de son existence, la BUF se radicalise, et n'est plus perçu comme un « conservatisme ultramontain ». L’intégration de valeurs antisémites à partir de 1934 entraîne ainsi la perte d’un certain nombre de soutiens, notamment financiers, ce qui isole le parti. Le financier Lord Rothermere prend ainsi ses distances, craignant que l'antisémitisme prôné par Mosley n'entre en contradiction avec ses intérêts économiques (il possède le Daily Mail). La visibilité du parti se réduit progressivement, au fur et à mesure que Mosley s'aligne sur le modèle hitlérien. En 1934, à la suite des violences perpétrées lors du meeting de l'Olympia, les autorités commencent à s’interroger sur la potentielle dangerosité de la BUF pour le maintien de l’ordre public. En 1936, une loi, le Public Order Act (en), interdisant les parades et manifestations troublant l'ordre public, est alors adoptée. En parallèle, la presse devient de plus en plus critique à l'égard de la BUF, ce qui contribue à alimenter la défiance de ses sympathisants. Finalement, l’annulation d’un défilé prévu dans les quartiers populaires de Londres le 4 octobre 1936 marque les premiers signes matériels du déclin du parti. Ce jour-là, 3 000 Black Shirts font face à environ 100 000 militants antifascistes lors de la bataille de Cable Street, ce qui oblige Mosley à annuler l’événement. La même année, le quartier général ne compte plus que 57 membres, contre 129 à l'apogée du mouvement.

#### Un contexte britannique peu propice au maintien du fascisme
Le déclin de la BUF s'explique également par des facteurs proprement britanniques. En particulier, l'absence de véritable danger communiste au Royaume-Uni prive le parti d'un certain nombre de soutiens, et discrédite une partie de la rhétorique de Mosley sur le « péril rouge ». Par ailleurs, depuis 1931 et l'élection d'un gouvernement conservateur disposant d'une forte assise parlementaire, la population britannique fait consensus autour des valeurs et des institutions libérales. Autre consensus qui prive la BUF de partisans : les valeurs pacifistes développées en réaction au traumatisme de la Grande Guerre, qui ne correspondent pas à la violence prônée par la BUF. Finalement, les premiers témoignages des dissidents ayant fui l'Italie de Mussolini nourrissent l'antifascisme.
Tous ces éléments se conjuguent pour qu'à la veille de la guerre, Mosley se retrouve à la tête d'une organisation squelettique et parfaitement impopulaire. En octobre 1935, la BUF ne comporte plus que 5 000 adhérents. Si les campagnes électorales de 1936 et 1938 montrent un regain de l’attractivité du parti, qui rassemble entre 15 000 et 16 000 adhérents, les élections de 1937 sont un échec. Aux élections du London County Council de novembre 1937, la British Union of Fascist perd 48 sièges à Londres. Le parti arrive dernier sur les listes de Leeds, Édimbourg, Sheffield et Southampton. De plus, aux élections municipales de 1938, 2 000 personnes seulement votent pour des candidats de la BUF. Le parti est finalement interdit en juin 1940, après l'arrestation de ses principaux leaders, dont Mosley, en mai 1940.

## Portée du mouvement
Contrairement aux autres mouvements fascistes qui voient le jour au Royaume-Uni dans les années 1920 (notamment les British Fascists de Miss Rotha Lintorn-Orman créée en 1923, ou l'Imperial Fascist League d'Arnold Spencer Leese fondée en 1929), la British Union of Fascists d'Oswald Mosley est le seul véritable parti fasciste que le Royaume-Uni ait connu. Malgré tout, son impact est assez relatif, du fait même qu'il était déjà quasiment éteint avant le début de la guerre, et que le nombre de ses adhérents n'a jamais dépassé les 50 000 membres. Cette « aventure fasciste » britannique s'est donc révélée sans suite, dans un pays traditionnellement attaché au libéralisme, qu'il soit économique ou politique. De plus, les résultats aux élections sont assez négatifs : ils sont globalement décevants aux élections de mars 1937. À Londres, les candidats de la BUF n’obtiennent que 560 votes contre 2 252 pour le Labour Party. Le parti rencontre le même échec aux élections municipales de 1938.